# Josip Zappalorto
Josip Zappalorto (1909-1971) je hrvatski kazališni, filmski i televizijski glumac.

### Biografija
Josip je rođen 1909. godine u Kotoru, Crna Gora kao najstarije od troje djece u obitelji postolara talijanskog porijekla Vjekoslava Zappalorta. Nakon završenog studija prava u Zagrebu karijeru je započeo daleko od kazališnih dasaka u jugoslavenskom ministarstvu financija u Beogradu, gdje je upoznao i svoju suprugu. Od 1941. godine pa do kraja drugog svjetskog rata radio je u Firenci kao diplomat/konzul. Nakon završetka rata i povratka u Hrvatsku, točnije u Opatiju, postao je član HNK Ivana pl. Zajcu, gdje je radio sve do svoje iznenadne smrti 1971. godine.

### Karijera
Svoje poznavanje jezika Josip je iskoristio za nastupe u raznim ko-produkcijskim filmovima i serijama u kojima je ostvario manje uloge kao npr. u Kući na obali(Das Haus an der Küste iz 1954. godine – njemačko, austrijsko, jugoslavenska koprodukcija), Old Surehand (zapadnonjemačko-jugoslavenski film iz 1965. nastao po motivima romana K.May-a).
Iako je u matičnom kazalištu ostvario niz uloga, najpoznatiji je po ulozi u filmu Abeceda straha (1961.). gdje glumi visoko pozicioniranog ustaškog bankara Molnara u čiju kuću dolazi partizanska ilegalka Vera (Vesna Bojanić) sa zadatkom špijunaže. Fadil Hadžić, redatelj ovog filma iz vala tzv. komornih ratnih filmova, u članku iz "Hrvatskog filmskog ljetopisa" br. 34/2003 naveo je da je za ulogu Molnara "uzeo riječkog talijanskog glumca Josipa Zappalorta ponajprije zato što mu se svidjelo njegovo filmsko lice slično onom Jeana Gabina". Redateljeva intervencija i minimalistička gluma J. Zappalorta rezultirali su Zlatnom arenom u Puli za najbolju sporednu ulogu 1962. godine.
Uloge u predstavama (nepotpuna lista)
- Uloga Lodovica, Barbanzijevog rođaka u predstavi Othello

- Uloga Silberbrandta u predstavi Gospoda Glembajevi
- Uloga Marcela u predstavi Hamlet
- Uloga Prvog ošterijera u predstavi Dundo Maroje
- Uloga Seytona u predstavi Macbeth
- Uloga senatora u predstavi Obzirna bludnica
- Uloga Ike u predstavi Poslije pada
- Uloga Dum Marina u predstavi Skup

Uloge u filmovima 
| Naziv filma                                  | Uloga                           |
| -------------------------------------------- | ------------------------------- |
| Kuća na obali (Das Haus an der Küste), 1954. | Ante                            |
| Putnici sa Splendida, 1956.                  | Kapetan Andjelo Perić           |
| Pod sumnjom, 1956.                           | Fosko                           |
| Abeceda straha, 1961.                        | Gospodin Bolner                 |
| Solunski atentatori, 1961.                   | Pietro                          |
| Nevesinjska puška, 1963.                     | g.Stillman, dopisnik iz Londona |
| Old Surehand                                 | vojni liječnik                  |